# Suspiria (película de 2018)
Suspiria (pronunciación en latín: /sʊsˈpɪria/, trad. «suspiros») es una película de terror sobrenatural germanoestadounidense de 2018 dirigida por Luca Guadagnino, escrita por David Kajganich y basada en la película de 1977 del mismo nombre dirigida por Dario Argento. Está protagonizada por Dakota Johnson, Tilda Swinton, Mia Goth, Angela Winkler, Ingrid Caven, Elena Fokina, Sylvie Testud, Renée Soutendijk, Christine LeBoutte, Fabrizia Sacchi, Małgosia Bela, Jessica Harper y Chloë Grace Moretz. Harper, la protagonista de la película original, aparece en un papel diferente. Ambientada en Berlín en 1977, la trama sigue a una joven bailarina estadounidense que se inscribe en una prestigiosa academia de baile controlada por un aquelarre de brujas.
Un remake de Suspiria se anunció por primera vez en 2008 después de que Guadagnino adquiriera los derechos de los guionistas de la película original, Argento y Daria Nicolodi. Guadagnino le ofreció el proyecto al director David Gordon Green, pero éste fue cancelado debido a conflictos de financiamiento. En septiembre de 2015, Guadagnino confirmó sus planes de dirigir la película, describiéndola como un «homenaje» a la película de 1977 en lugar de una versión igual. Kajganich, quien anteriormente había escrito el guion de otra película de Guadagnino, A Bigger Splash (2015), escribió un nuevo guion que ambientaba la acción de la película durante el otoño alemán de 1977 para explorar temas de culpa generacional en Alemania durante la Guerra Fría. Además, se centra en los temas de la maternidad, el mal y la dinámica de los matriarcados.
A diferencia de la película original, que utiliza colores exagerados, Guadagnino concibió Suspiria como visualmente invernal y sombría, sin colores primarios. La película incorpora secuencias de baile estilizadas coreografiadas por Damien Jalet, que forman parte de su representación de la brujería. La fotografía principal se realizó a finales de 2016 y principios de 2017 en Varese y Berlín. La banda sonora fue compuesta por el cantante de Radiohead, Thom Yorke, quien se inspiró en el krautrock creado en la época del escenario de la película. La película está dedicada en memoria de la editora en jefe de Vogue Italia, Franca Sozzani, el director de cine Jonathan Demme y Deborah Falzone.
Suspiria se estrenó en el Festival Internacional de Cine de Venecia de 2018 el 1 de septiembre de 2018. En Estados Unidos, fue estrenada en un lanzamiento limitado por Amazon Studios en Los Ángeles y Nueva York el 26 de octubre de 2018, donde recaudó más de $180,000 en su primer fin de semana, marcando el lanzamiento de taquilla más alto en cines del año. Luego se proyectó el 31 de octubre en ciudades selectas estadounidenses, antes de un lanzamiento ampliado el 2 de noviembre de 2018. Fue estrenado en Italia el 1 de enero de 2019 por Videa. Las críticas a la película han sido polarizadas; mientras que algunos lo elogian por sus elementos visuales y su actuación, otros han criticado su entorno histórico-político por ser innecesario o arbitrario en relación con sus otros temas.

## Trama
En 1977, Susie Bannion llega a Berlín en pleno otoño alemán para una audición para la Academia de danza Tanz. Ella tiene éxito incluso sin entrenamiento profesional; sin embargo, su llegada coincide con la repentina desaparición de otra estudiante, Patricia Hingle. Su psiquiatra, Josef Klemperer, a quien visitó por última vez, tiene diarios que fueron dejados atrás, detallando que las matronas de la Academia son las brujas y se esbozan las tres madres que consisten en Mater Tenebrarum, Mater Lachrymarum y Mater Suspiriorum. Susie se hace amiga de su compañera de clase, Sara Simms, mientras que su baile rápidamente comienza a atraer la atención de la directora artística y coreógrafa de la academia, Madame Blanc.
Durante un ensayo, la amiga de Patricia y estudiante soviética, Olga, acusa a las matronas de ser responsables de la desaparición de Patricia, así como de practicar la brujería. Intenta huir de la escuela, solo para desorientarse y quedar atrapada en una habitación; mientras tanto, Susie realiza un baile para Madame Blanc. Sin embargo, sus movimientos infligen daño físico y violento en el cuerpo de Olga. Las matronas encuentran a Olga y la arrastran con grandes ganchos. Más tarde, votan de manera informal por la nueva líder del aquelarre que resulta ser la Madre Markos, una bruja anciana que durante mucho tiempo ha gobernado el aquelarre, por encima de Blanc. También comienzan a conspirar para usar a Susie como cuerpo anfitrión para Markos. La señorita Griffith, una matrona tímida, se suicida.
Susie rápidamente asciende como la protegida de Blanc, lo que le otorga el papel de protagonista en Volk, una actuación próxima y anticipada para la academia. Mientras tanto, Klemperer sospecha de las matronas y convoca a Sara a su apartamento para mirar los diarios de Patricia. Inicialmente escéptica, Sara investiga y descubre un corredor oculto que conduce a la mütterhaus, un santuario interior donde el clan tiene sus rituales ocultos. Ella es descubierta por las matronas antes de la actuación de Volk, quienes hacen aparecer agujeros en el suelo, causando que Sara se rompa una pierna. Sin embargo, Sara emerge a mitad de la actuación, bailando su parte con precisión robótica y en un trance hipnótico; Klemperer observa mientras los ojos de Susie y Sara parecen cambiar de color, con Sara que se vuelve azul y Susie se vuelve marrón. Cuando la actuación llega a su fin, Sara se desploma de dolor. Madame Blanc reprende a Susie por interferir en los asuntos de las matronas.
Klemperer dispone los diarios de Patricia y regresa a su dacha en Alemania Oriental, donde se encuentra con Anke, su esposa que desapareció durante la guerra. Anke revela que huyó a Inglaterra después de haber escapado de los nazis. La pareja camina, y finalmente pasa por la frontera hacia el oeste de Berlín, evadiendo la seguridad. Su esposa se esfuma en la nada y Klemperer descubre que lo han llevado a la academia para un aquelarre de brujas inminente, donde es emboscado por las matronas. Susie es conducida a la mütterhaus, donde descubre a las matronas, junto con Blanc y Markos y un Klemperer incapacitado. Bajo un hechizo, Sara es mutilada para comenzar el aquelarre, y Blanc intenta intervenir en el ritual. Enfurecida, Markos ataca a Blanc, casi decapitándola. Susie aparentemente acepta su destino como el nuevo recipiente de Markos, solo para revelarse como Mater Suspiriorum, presente allí para reclamar la academia y aniquilar al aquelarre corrupto. Ella convoca a una encarnación de la Muerte, que mata a Markos y causa que exploten las cabezas de las matronas que la apoyaron.
A Patricia, Olga y Sara, todas físicamente devastadas, Susie les concede una muerte compasiva e indolora mientras las bailarinas restantes continúan danzando. Klemperer se despierta a la mañana siguiente en un estado catatónico mientras la academia continúa sus operaciones. La señorita Vendegast descubre a Blanc al borde de la muerte pero viva en la cámara. Susie, ahora como Madre Suspiriorium, visita a Klemperer y revela que Anke murió en el campo de concentración de Theresienstadt después de ser capturada por los nazis. Al tocarlo, Klemperer sufre un ataque violento que borra sus recuerdos. Susie se va inmediatamente después.
Al final, en la actualidad, se muestra la pared de la casa de Klemperer, en donde yace un corazón tallado con sus iniciales y las de su esposa, que ha perdurado en el tiempo. 
En una escena después de los créditos, se ve a Susie en la calle, tocando a alguien para luego irse.

## Elenco y personajes
- Madame Veva Blanc (Tilda Swinton) es la coreógrafa principal de la Academia Markos, quien reconoce el talento en bruto de Susie y la convierte en su protegida.[6] Blanc ha estado con la academia y el aquelarre desde la Segunda Guerra Mundial, y ha basado parte de su trabajo completado durante este período en respuesta a ella.[7] Ella intenta tomar el control del aquelarre y ser elegida como su nueva líder, pero pierde un voto de facto contra su matriarca de larga data, Helena Markos.
- Susie Bannion (Dakota Johnson) es una joven estadounidense que llega a la Academia Markos, «recién salida» de una granja menonita en Ohio.[6] Desde su infancia, se ha sentido atraída por la ciudad de Berlín, y en particular por Madame Blanc, por lo que ha viajado varias veces a la ciudad de Nueva York, en contra de la voluntad de sus padres, para ver el trabajo de Blanc en vivo. Inicialmente, Susie encarna modestia e ingenuidad, pero a medida que la película progresa, se vuelve más «cosmopolita» y más cómoda dentro de la academia.[6] En el final de la película, ella se revela como una encarnación de Madre Suspiriorum, una de Las tres madres, un trío de brujas antiguas que anteceden el cristianismo y de quienes son devotas en el aquelarre.[8] Johnson describe la evolución de Susie como «muy interno...  Susie es diferente, pero ella no lo sabe. Ella solo siente este tirón, este imán, esta cosa, para bailar y ella tiene que ir a Berlín. Ella tiene que estar con Madame Blanc. Es como si ella hubiera nacido en el lugar equivocado».[9]
- Dr. Josef Klemperer (Tilda Swinton, como Lutz Ebersdorf) es un psicoterapeuta racional que todavía sufre el impacto de la Segunda Guerra Mundial,[10][11] habiendo perdido a su esposa, Anke, en 1943, durante el terrible régimen nazi en Alemania. Después de que Patricia, su paciente, le contara que la Academia Markos está controlada por brujas, considera que esto es una ilusión, suponiendo que el aquelarre del que habla es de hecho un grupo político peligroso[10] que ella convierte en una «mitología construida».[12] Un crítico interpreta su papel en la narrativa como el de un «testigo», como él fue testigo del levantamiento nazi, y es elegido para dar testimonio del aquelarre de las brujas.[10]
- Sara Simms (Mia Goth) es una estudiante rica y «burguesa» quien inicialmente se hace amiga de Susie,[6] pero se muestra desconfiada de ella a medida que aumenta su estatus dentro de la academia y el aquelarre.[11] Sus sospechas de la academia, provocadas por una reunión con Klemperer, la llevan a investigar más a fondo. Goth declaró que Guadaganino describió a Sara como «el conejo que lleva a la audiencia por el agujero de la madriguera. Ella es la más humana de los personajes, la que siente lo que el público siente».[13]
- Olga Ivanova (Elena Fokina) es un estudiante de la academia de la Unión Soviética. Ella ha sospechado de la academia y las matronas, e intenta irse abruptamente después de que su amiga y compañera, Patricia, desaparece; sin embargo, la huida de Olga se ve frustrada por las matronas, que utilizan a Susie (desconocida para ella) como un medio para lastimarla.[14]

- Srta. Tanner (Angela Winkler), Srta. Vendegast (Ingrid Caven), Srta. Griffith (Sylvie Testud), Srta. Huller (Renée Soutendijk), Srta. Balfour (Christine LeBoutte), Srta. Millius (Alek Wek) y Pavla (Fabrizia Sacchi) —entre otras— son las matronas de la academia que, junto con Madame Blanc, conforman su personal docente y administrativo.[15] Un aquelarre de poderosas brujas, las matronas residen en la academia y forman su propio círculo social insular.[15] Algunas tienen roles específicamente nombrados; Vendegast, por ejemplo, es la que administra los dormitorios de la academia, mientras que Balfour se desempeña como diseñadora artística y costurera. El servicio de matronas en las operaciones de la academia funciona para promover el legado de su líder matriarcal, Helena Markos, quien necesita el cuerpo de una joven bailarina para sobrevivir.[16]
- Helena Markos (Tilda Swinton) es una bruja antigua, la matriarca del aquelarre, y por quien se nombra la academia. Debido a que está gravemente desfigurada por la edad y enfermedades, necesita un nuevo cuerpo para sobrevivir, un dilema que se convierte en el principal objetivo de las matronas para resolver.[16] Markos ha guiado falsamente a las matronas a creer que ella es de hecho la Madre Suspiriorum; debido a que las matronas buscan servir a «las todopoderosas» Tres Madres. Esta afirmación eleva su estatus dentro del aquelarre, prolongando su reinado.[8]
- Patricia Hingle (Chloë Grace Moretz) es una estudiante de la academia a quien, antes de la llegada de Susie, Blanc y las otras matronas habían preparado para ser el nuevo cuerpo de Markos. Ella desaparece el día antes de que Susie sea admitida en la academia, después de reclamar temerosamente a Klemperer, su psicoterapeuta, que la academia está controlada por brujas. Ella es una simpatizante de la Red Army Faction (RAF), lo que lleva a sus compañeros a presumir que desapareció voluntariamente para participar en actividades terroristas.
- Sra. Bannion (Małgosia Bela) es la madre de Susie, quien yace en su lecho de muerte en Ohio mientras Susie se dirige a Berlín. Narrado a través de flashbacks, se cuenta que la Sra. Bannion es una menonita estricta que maltrataba a Susie cuando era niña, incluyendo quemarle la mano con una plancha después de pillarla masturbándose. Cuando fue ungida justo antes de su muerte, ella describe a Susie como «su pecado» con el que ella «manchó al mundo».[17]
- Anke Meier (Jessica Harper) es la esposa de Josef Klemperer, quien desapareció durante el régimen nazi en Berlín, en 1943. Su desaparición afecta a Klemperer en su vejez. Harper la describe como el «hilo emocional que atraviesa el centro de la película».[18]

## Temas

### Maternidad
El tema de la maternidad se muestra de forma recurrente en la película, tanto dentro del aquelarre como en los primeros años de Susie y la relación con su propia madre. La película adopta la mitología de Las tres madres, un trío de brujas ficticias introducidas en la película original de Argento, como base para explorar las relaciones madre-hija. Michael Leader, de Sight & Sound, considera a la película «un ejercicio extendido de anotación metaficcional que insiste en arrastrar las metáforas más oscuras del original hacia la luz».
Michael O'Sullivan, de The Washington Post, vincula el tema de la maternidad de la película (caracterizado junto con sus «descontentos» por ser «masticado como un buitre que desgarra una carroña») con el nacionalismo étnico, aunque afirma que «ninguno de los subtextos se encuentra en ninguna parte». Al escribir para The New York Times, Julie Bloom se hizo eco de sentimientos similares, observando que mientras la película «se deleita en gore y espantosas exhibiciones de horror [...] también se adentra en la dinámica de una comunidad totalmente femenina, que trata temas de poder, manipulación, maternidad y las cosas horribles que las mujeres pueden hacer a otras mujeres y a sí mismas».
Matt Goldberg, de Collider, interpreta una pérfida forma de maternidad como un tema central de la película, ya que observa que las matronas simplemente pretenden «ser maternales con las estudiantes, [pero] en realidad sólo las están usando para su poder». La casi decapitación de Madame Blanc a manos de la Madre Markos cuando se resiste a comenzar el aquelarre demuestra que Blanc y Markos «no comparten los mismos valores», y que Blanc ha formado un parentesco genuino con Susie.
Hannah Ewens, de Vice, señala: «Con el poder del aquelarre transferido a Susie, es imposible decir dónde termina su talento y comienza la influencia de las madres. Se supone que las madres no tienen favoritos, pero en el fondo a menudo tienen — y la de Madame Blanc es Susie desde el momento de su audición —».

### Abuso de poder y culpa colectiva
Durante la mayoría de la película, Susie parece ser una mujer normal que encuentra sus talentos naturales recompensados y apreciados por el aquelarre. Sin embargo, a medida que la película avanza hacia su acto final, se revela que Susie es en realidad Madre Suspiriorum, una de las Tres Madres a quienes exalta el aquelarre. Hulk, un escritor seudónimo de The New York Observer, interpreta la transformación de Susie como el descubrimiento de su yo interno: «Inicialmente, parece una chica de Ohio de cara fresca, ansiosa por avanzar en esta estimada compañía de danza. Pero su yo interno pronto se despierta, lo que se supone que debemos temer. Susie desata su libido como el demonio arrebatador debajo de las garras en el suelo. Se vuelve profundamente sexual, casi se vuelve carnal cuando se retuerce hasta el suelo». Interpreta que la revelación de Susie de sí misma como la Madre Suspiriorium es de naturaleza mesiánica, mientras ella erradica a la madre Markos y sus leales seguidores que la idolatran. Goldberg lee la destrucción de Susie de Markos y sus seguidores como retribución por su abuso de poder: 

Guadagnino está golpeando repetidamente en un mundo en el que se ha abusado del poder, y los que no sienten culpa o vergüenza corren desenfrenados. Lo vemos en la historia de Klemperer como un sobreviviente del Holocausto; lo vemos en los eventos actuales que aparecen en las noticias durante la película; y lo vemos dentro del aquelarre donde las mujeres mayores que se supone que deben enseñar y ayudar a los estudiantes, en cambio, se aprovechan de ellas. La película no dice que las mujeres poderosas sean malas; está diciendo que cualquiera que abusa de su poder para sus propios fines en lugar de servir a otros está pervirtiendo ese poder.

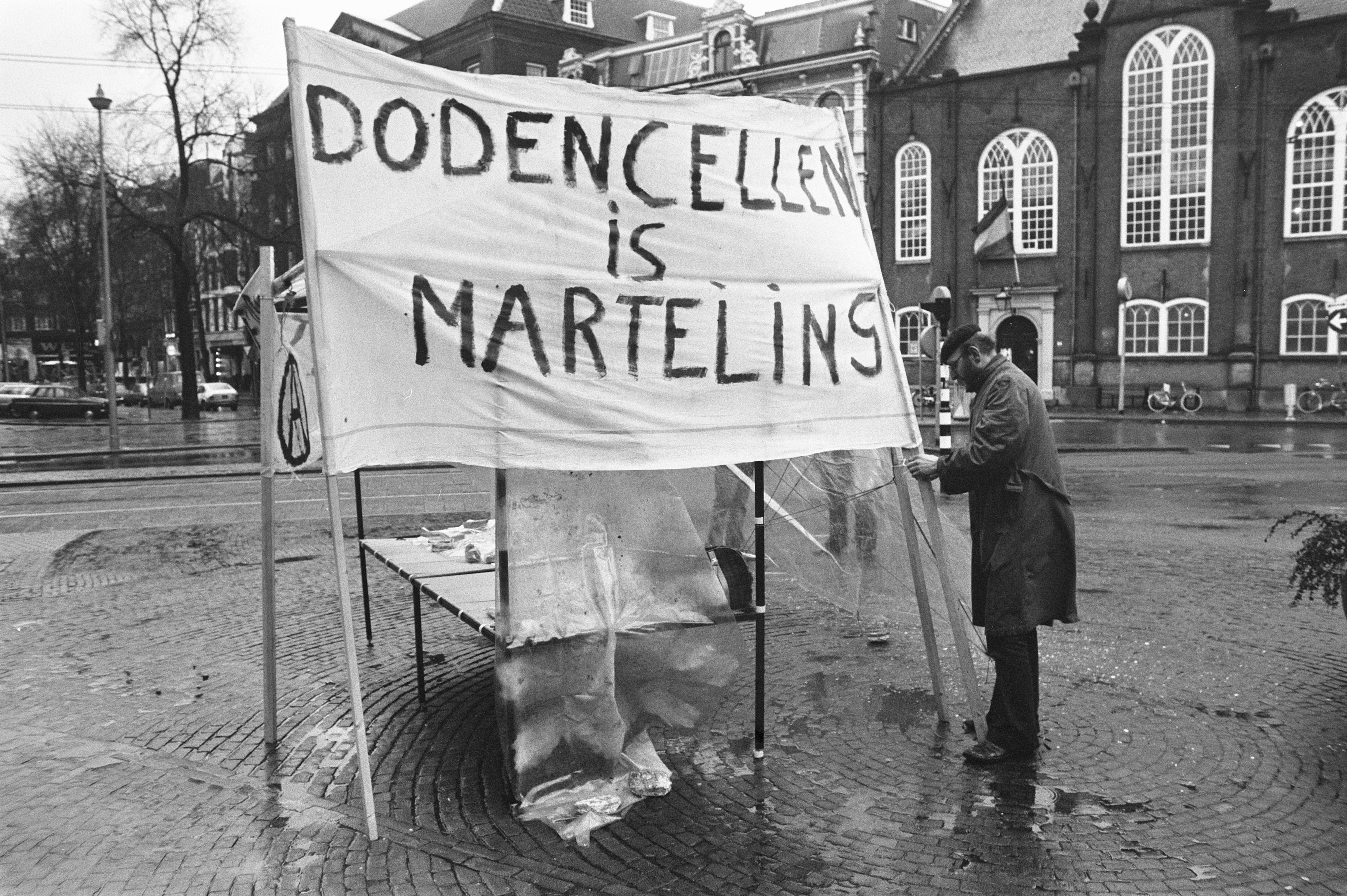
Los eventos históricos que rodean a la Facción del Ejército Rojo y el vergangenheitsbewältigung sirven como telón de fondo para los temas de corrupción de la película dentro del aquelarre.
(En la foto: partidarios de la FER, 1974).

Si bien Susie / Madre Suspiriorum no muestra piedad por Markos y sus seguidoras, Goldberg afirma que es capaz de compasión, citando el hecho de que otorga a Sara, Olga y Patricia, físicamente devastadas, «la dulce liberación de una muerte suave en lugar de destruirlas». Goldberg extiende esta interpretación a la visita de Susie / Madre Suspiriorum a Klemperer en el epílogo, durante el cual ella relata la muerte de su esposa perdida en un campo de concentración, información que éste no había conocido previamente. Goldberg lee la secuencia como un énfasis en que «las mujeres que se unen tienen el poder de eliminar el miedo a la muerte», y que mientras el mundo —especialmente los poderosos— necesitan «culpa» y «vergüenza», Klemperer no debería sentir esas cosas porque él no ha abusado de su poder. Es el «testigo» y desde la perspectiva de presenciar un ascenso fascista al poder —en su caso, la Alemania nazi— él es el responsable de vigilar y no hacer nada. Sin embargo, son las personas en el poder quienes necesitan culpa y vergüenza».
Algunos críticos han interpretado alternativamente la representación del poder del aquelarre como un temor inspirador de la autonomía de las mujeres y vinculándolo únicamente con la violencia. Sonia Rao, de The Washington Post, observa que mientras «Guadagnino otorga a estas mujeres el poder», su poder «no conoce límites. Madam Blanc...  puede convertir los sueños de Susie en pesadillas espeluznantes. Ella y las otras matronas pueden infligir lesiones a los bailarines cuando y donde quieran. Las brujas frecuentemente infligen o inspiran violencia —sus acciones, después de todo, son las que hacen de esta una película de terror—. Pero algunos críticos dicen que esto hace que parezca que una mujer con una gran cantidad de poder es alguien a quien se debe temer». Escribiendo para Chicago Reader, Andrea Thompson se hace eco de este sentimiento, escribiendo que la película adopta una visión donde «cuando las mujeres están unidas, siempre es para lograr un mal resultado».
Concurrente a los temas que rodean la maternidad y las relaciones femeninas aparece el de vergangenheitsbewältigung, refiriéndose a la reflexión de Alemania posterior al Holocausto y su clima político turbulento a fines de los años setenta. La película está ambientada con numerosos incidentes históricos ocurridos en el fondo, incluido el secuestro del Vuelo 181 de Lufthansa y los bombardeos y numerosos secuestros perpetrados por la Facción del Ejército Rojo, un grupo marxista cuya actividad máxima se produjo en el otoño de 1977 en Alemania Occidental.

## Producción

### Desarrollo
Una nueva versión de Suspiria (1977) fue anunciada originalmente en 2008 por el director David Gordon Green, quien había coescrito un guion con su diseñador de sonido. En 2007, Luca Guadagnino convenció a los creadores de la película original Dario Argento y Daria Nicolodi para que le permitieran optar por un remake de la película. Posteriormente, Guadagnino le ofreció a Green la oportunidad de dirigir el proyecto. Green eligió a Isabelle Huppert y Janet McTeer, así como a Isabelle Fuhrman para formar parte del elenco. Green Green describió su guion como «operístico». Él elaboró: «Me encanta la película de Argento y escribimos una ópera muy fiel y extremadamente elegante; [...] No me refiero a la ópera musical, pero sería una música increíblemente acentuada, y un escenario elevado, muy operístico y elegante». Sin embargo, según Green, los conflictos con el estudio que financiaba la producción dieron como resultado que el proyecto fuera desechado.
En septiembre de 2015, en el Festival de Cine de Venecia, Guadagnino anunció planes para dirigir una «remake» con los cuatro actores principales de su película A Bigger Splash (2015), que se estrenó en el mismo festival en ese año. Guadagnino reveló que su versión se ubicaría en Berlín alrededor de 1977 (el año en que se estrenó la película original), y se centraría temáticamente en «la fuerza inflexible de la maternidad». Guadagnino dijo explícitamente que la película no es una nueva versión, sino que es un «homenaje» a la «emoción poderosa» que sintió cuando vio la película original por primera vez: «Estaba tan aterrorizado, pero como siempre con algo que te aterroriza, fui completamente atrapado. Creo que el proceso de cómo esa película influyó en mi psique probablemente aún no se ha detenido, que es algo que sucede a menudo cuando te topas con una seria obra de arte como Suspiria. Creo que la película que hice, de alguna manera, [representa] algunas de las capas de [mi] educación, viendo la película por primera vez y pensando en ella y obsesionado con ella». Guadagnino declaró más tarde, en 2018, que sentía que Suspiria era su «película más personal» hasta la fecha. La película fue una coproducción entre los Estados Unidos e Italia.

### Guion
El guion fue escrito por el guionista estadounidense David Kajganich, quien anteriormente había escrito A Bigger Splash (2015) de Guadagnino, y también había desarrollado la serie de televisión británica The Terror. Aunque Kajganich admitió no ser fanático de la película original, aceptó escribir un guion para Guadagnino. Kajganich intentó moldear el guion con una atención a los aspectos prácticos que sintió que fueron ignorados en muchas películas de terror, explorando el funcionamiento interno del aquelarre, su jerarquía y cómo ejerce influencia sobre los estudiantes. Realizó investigaciones sobre brujería y aquelarres, así como sobre las preocupaciones feministas de la época.
Kajganich eligió para establecer la película en Berlín en 1977 –el año en que se estrenó la película original– durante el Otoño alemán. La película comienza poco después del secuestro del Vuelo 181 de Lufthansa, con el fin de insinuar «preocupaciones temáticas mayores», específicamente la respuesta de los jóvenes a la negativa de sus padres y abuelos a la culpabilidad alemana en la Segunda Guerra Mundial. Kajganich utilizó el tumulto político de la época como un medio para contextualizar la trama central que rodea a la academia de baile de Markos, «donde un estadounidense está recibiendo su educación de una manera en la que podría verse un fascismo de tipo moderno». Para inspirarse, Kajganich estudió la literatura femenina de la época, así como las películas del cineasta contemporáneo alemán Rainer Werner Fassbinder, y «escuchó mucho a [la cantante alemana] Nico».
Los intereses de Guadagnino en el guion de Kajganich se centraron en gran medida en el elemento de la trama de la brujería y la solidaridad entre las mujeres, que «ha sido pervertido por la historia oficial y las religiones oficiales como hacer un trato con el diablo. La brujería que me interesa también tiene mucho que ver con lo que, psicoanalíticamente, se llama el concepto de la terrible madre, que también se puede ver en algunas religiones, particularmente en la diosa Kali». Al mantener la película ambientada en una academia de baile (como en la original), Kajganich propuso que las brujas transmitieran sus hechizos a través del movimiento: «Entonces tiene sentido total de por qué un aquelarre se escondería en una compañía de danza, porque podrían ejercer su influencia de manera pública, sin que el público se diera cuenta». Kajganich explicó este concepto a Guadagnino durante sus primeras conversaciones, y posteriormente formó el guion utilizando la danza como una narrativa central a través de la línea. Guadagnino también fue entusiasta en respuesta al escenario de Kajganich de la película, comentando: «La película de Dario era una especie de caja autónoma de delicias carnosas, que no estaba en relación con el momento en que se hizo. Fue demasiado una oportunidad para que David y yo digamos: ‘Es 1977 – lidíenlo, hagámoslo el centro de la historia’».

### Casting

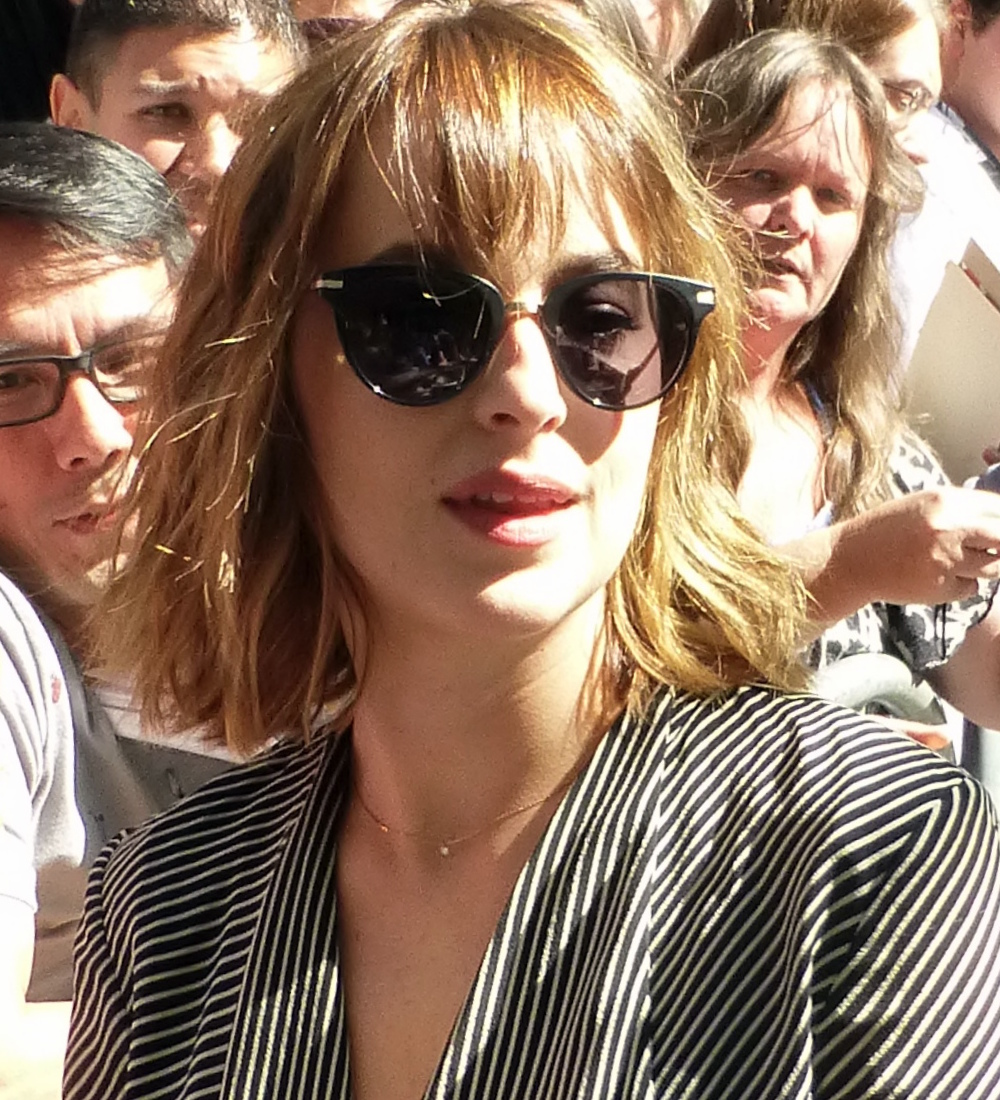
Dakota Johnson fue elegida para protagonizar la cinta después de aparecer en la película de Guadagnino A Bigger Splash (2015).

El 23 de noviembre de 2015, Guadagnino confirmó que Tilda Swinton y Dakota Johnson habían sido elegidas para participar de la película y que el rodaje estaba programado para comenzar en agosto de 2016, con un lanzamiento previsto para 2017. A Johnson se le pidió que interpretara el papel de Susie Bannion mientras filmaba A Bigger Splash. Después de ver la película original, Johnson aceptó comprometerse con el proyecto. «Obviamente estaba realmente comprometida, considerando a Luca como persona, colaborador y artista», dijo Johnson. «Solo quieres ir a cualquier aventura con él».
Swinton, una amiga y colaboradora frecuente de Guadagnino, quien también fue coprotagonista en A Bigger Splash, tuvo tres roles en esta cinta: Madame Blanc, la coreógrafa principal de la academia; Helena Markos, su decrépita matrona; y el Dr. Josef Klemperer, un psicólogo que se envuelve en el aquelarre. En el rol de Klemperer, Swinton está acredita como «Lutz Ebersdorf». Swinton dijo que modelaba su interpretación de Madame Blanc a partir de Martha Graham y Pina Bausch, a quienes sentía encarnadas «de la forma en que Madame Blanc alza su silueta, su arraigo descalzo, la coreografía precisa de su relación con un cigarrillo tras otro».
En octubre de 2016, Chloë Grace Moretz fue elegida como Patricia Hingle, una estudiante que desaparece de la academia, mientras que Mia Goth fue elegida como Sara, otra bailarina de la academia. Moretz comentó sobre su participación en la película: «No se parece a ningún otro proceso de dirección en el que haya participado [...] Luca es Luca y no hay forma de confundirlo con otra cosa. Él dejará que hagas las cosas más locas en la pantalla y no pestañeará, él te dirá que vayas más lejos».
También fueron elegidas las actrices europeas Sylvie Testud, Angela Winkler, Fabrizia Sacchi, y Renée Soutendijk, cada una como matronas de la academia. Las modelos Małgosia Bela y Alek Wek aparecen en su debut cinematográfico como la madre de Susie y otra de las matronas de la academia, respectivamente. Jessica Harper, quien interpretó a Suzy Bannion en la película original, también se unió al elenco como Anke Meier, la esposa de Klemperer, quien desapareció durante la invasión nazi. Guadagnino le pidió a Harper que apareciera en un cameo, pero bajo la disposición de que podría actuar si hablaba en alemán. Para prepararse, tomó clases de alemán en una escuela de Berlitz.

#### Lutz Ebersdorf

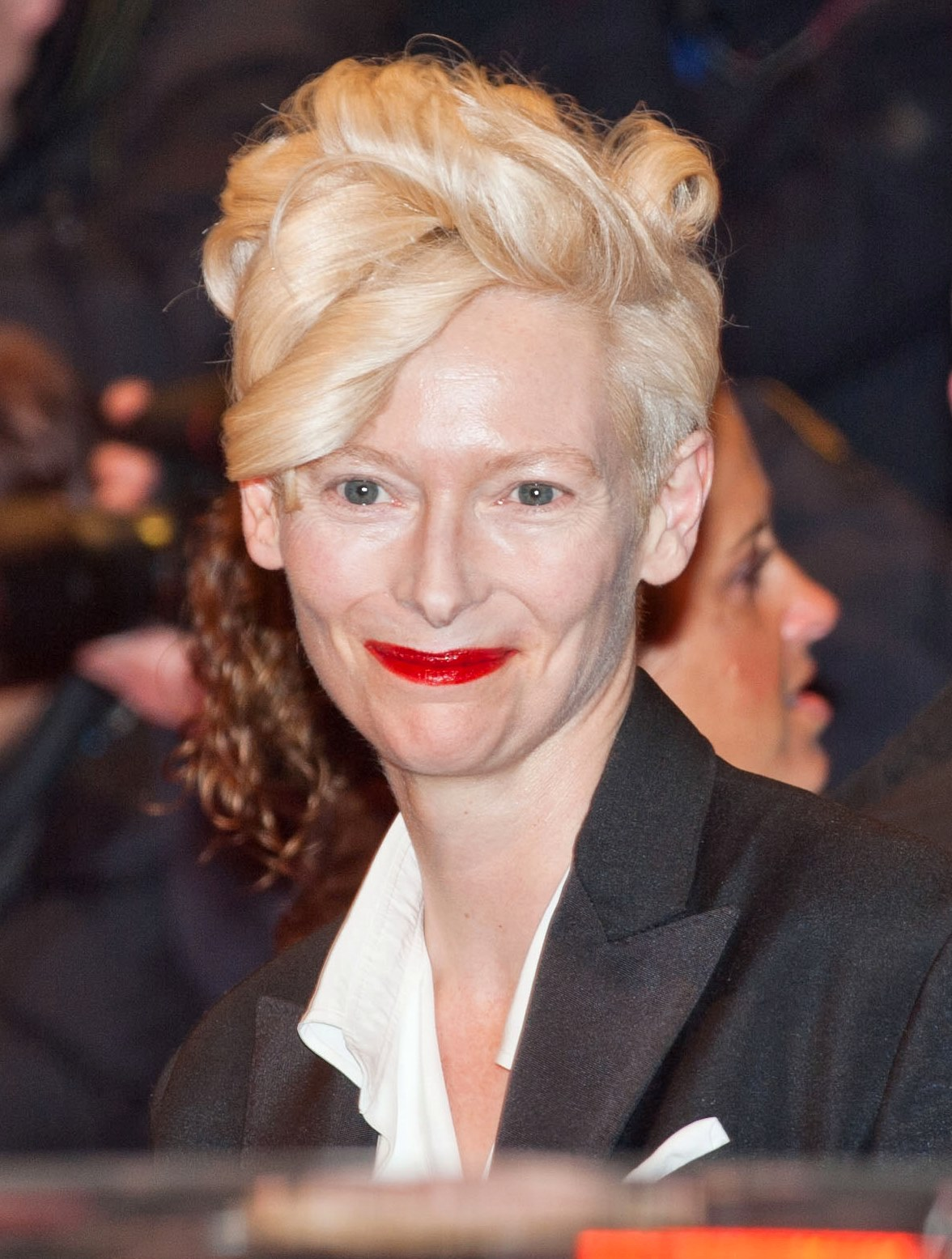
Además de sus papeles como Madame Blanc y Helena Markos, Swinton fue elegida para interpretar a un psiquiatra de sexo masculino de edad avanzada, Josef Klemperer; en este papel, se le acredita como «Lutz Ebersdorf».

El papel del Dr. Josef Klemperer es interpretado por Tilda Swinton, aunque está acreditada como Lutz Ebersdorf en la película y en su material promocional, y los realizadores sostuvieron que Ebersdorf era un verdadero psicoanalista hasta un mes después del estreno de la película.
En marzo de 2017, se publicaron en línea fotografías de un hombre aparentemente anciano visto en el set de la película, y se identificó al hombre como Swinton en un pesado maquillaje protésico. En febrero de 2018, Guadagnino calificó la afirmación de «noticias falsas», diciendo que el hombre no era Swinton sino que de hecho era un actor alemán llamado Lutz Ebersdorf en su debut en la pantalla, quien interpreta a un psicoanalista llamado Josef Klemperer en la película y era un psicoanalista de verdad. IndieWire cuestionó la veracidad de la declaración de Guadagnino debido al sospechoso perfil de IMDb de Ebersdorf y, por lo demás, a la falta de presencia en línea de esta persona. La directora de casting de la película y la productora ejecutiva Stella Savino respondieron a IndieWire, diciendo que «el personaje del Dr. Klemperer ha sido interpretado por el profesor Lutz Ebersdorf, un psicoanalista y no un actor profesional». Durante una conferencia de prensa posterior al estreno de la película el 1 de septiembre de 2018 en Venecia, Swinton leyó una carta supuestamente escrita por Ebersdorf, debido a su ausencia, que decía: «Soy un individuo privado que prefiere permanecer privado. [...] Aunque sospecho fuertemente que Suspiria será la única película en la que aparezca, me gusta el trabajo y no me importa levantarme muy temprano».
Escribiendo para Vanity Fair, Joanna Robinson informó que cuando la película se proyectó en el Fantastic Fest en Austin, Texas, el 23 de septiembre de 2018, la audiencia estaba segura de que Swinton interpretó el papel de Klemperer. Robinson especuló que los cineastas escribieron el papel y eligieron a Swinton para que la película tuviera una perspectiva tanto externa como narrativa del poder femenino. Para septiembre de 2018, IMDb había eliminado el perfil de Ebersdorf y había acreditado a Swinton como intérprete de Klemperer bajo el alias de «Lutz Ebersdorf».
En octubre de 2018, Swinton le dijo a The New York Times que el Dr. Klemperer fue interpretado por Lutz Ebersdorf y Ebersdorf fue interpretado por ella. Cuando le preguntaron por qué interpretaba a Ebersdorf, dijo: «Por pura diversión, sobre todo [...] La intención nunca fue engañar a nadie. A pesar del asombroso [maquillador] Mark Coulier, siempre fue nuestra idea el que hubiera algo sin resolver sobre la identidad de Klemperer». Swinton le pidió al departamento de maquillaje que hiciera un pene protésico, que ella usó durante el rodaje. Swinton escribió la biografía de Ebersdorf en IMDb. Guadagnino declaró en una entrevista posterior en Vulture que varios de los actores de la película creían que Ebersdorf era una persona real, específicamente Ingrid Caven, quien no sabía que Swinton estaba disfrazada hasta después de rodar.

### Rodaje

#### Ubicaciones y diseño
Mientras que algunas tomas tuvieron lugar en el Palazzo Estense (en Varese, Italia) en diciembre de 2016, el lugar central de rodaje fue el Grand Hotel Campo dei Fiori (también ubicado en Varese), que sirvió como la Academia de Danza Markos. Mientras que en la película el hotel parece estar ubicado en Alemania Occidental a lo largo del Muro de Berlín, la ubicación real del edificio se encuentra en una cima de montaña remota con vistas a Varese.
Inbal Weinberg, la diseñadora de producción de la película, vistió los interiores del Grand Hotel Campo dei Fiori con apósitos y muebles de varias décadas para darle un «sentimiento intencionadamente fuera de tiempo». Se utilizaron diseños geométricos Bauhaus alemanes para ciertos interiores, como las alfombras del apartamento de Madame Blanc, mientras que la arquitectura modernista sirvió como un punto de referencia constante. La cocina Frankfurt, una cocina equipada de producción masiva introducida en 1926, fue la base para el diseño de la cocina de las matronas, así como la Casa Sonneveld en Róterdam. Al diseñar los dormitorios de las bailarinas, Weinberg los vistió con carteles de bandas underground contemporáneas y muebles «pegajosos» de la década de 1970. La diseñadora de vestuario Giulia Piersanti seleccionó ropa vintage del período que era «colorido, pero no necesariamente brillante». Muchos de los disfraces de la película se compraron en un almacén de ropa usada en Prato, Italia.
Para la escena culminante del aquelarre de la película, la producción usó una loggia en el hotel, rellenando sus bóvedas que luego se cubrieron meticulosamente con pelo trenzado. «Fue idea de Luca usar el cabello», dijo Weinberg. «Conceptualmente decidimos que la textura de la pared es el pelo de las víctimas». Completar el proceso de tejer el cabello artificial le tomó semanas al equipo de diseño.

#### Fotografía principal
El rodaje comenzó en Varese, Italia, el 31 de octubre de 2016, y se completó en Berlín el 10 de marzo de 2017. El primer asistente de dirección de la producción se rompió una pierna durante la filmación después de caer en uno de los sets.
Las condiciones de filmación en el Grand Hotel Campo dei Fiori fueron descritas como incómodas por el reparto y el equipo, ya que la película se rodó en los meses de invierno y el hotel se calentó ineficientemente con calefactores. El hotel, que había estado abandonado por varias décadas, había sido adornado con torres de señal en la azotea; Guadagnino recordó una «señal constante proveniente de las antenas que nos hizo a todos muy débiles y cansados», mientras que Johnson declaró que en el edificio circulaban corrientes eléctricas leves, lo que provocó que el elenco y el equipo se golpearan mutuamente inadvertidamente. Ella comentó retrospectivamente que el proceso de filmación «me jodió tanto que tuve que ir a terapia». Más tarde amplió esta afirmación, diciendo que el proceso de filmación «no fue traumático» y, en cambio, «lo más divertido y lo más emocionante y lo más alegre que podría ser...  [pero] cuando trabajas a veces con temas oscuros, puede quedarse contigo y luego hablar con alguien realmente amable sobre el tema es una buena manera de seguir adelante con el proyecto». Harper, quien trabajó en la película solo por varios días pero estuvo presente durante partes del rodaje, comparó el lugar con una «casa embrujada [...] Era fría, oscura y aterradora [...] lo cual era apropiado, pero no son circunstancias ideales para rodar».

#### Cinematografía
Al igual que su predecesora, Suspiria fue grabada en película de 35mm. El director de fotografía Sayombhu Mukdeeprom, quien anteriormente había trabajado en la película de Guadagnino Call Me by Your Name (2017), estuvo a cargo de rodar la película. Para lograr un efecto de estilo de los años 70, la película utiliza cámara lenta y numerosos zum de cámara típicos del período, incluido el uso recurrente de zum instantáneos.
En contraste con la cinta original, la película de Guadagnino no utiliza colores primarios. Describió la apariencia de la película como «invernal, malvada y muy oscura». Según Guadagnino, la decisión de no usar colores primarios se tomó de acuerdo con el sombrío escenario de la película en medio de Alemania al «borde de una guerra civil». En lugar de utilizar colores llamativos como Argento hizo en su película original, Guadagnino declaró que él y Mukdeeprom «fueron por una toma diferente. Darío Argento y seamos sinceros, Luciano Tovoli, su maravilloso director de fotografía, decidieron optar por una expresión extremadamente expresionista como una manera de descifrar el horror, que partió de la obra de Mario Bava. La forma en que hicieron esos colores — no solo geles simples frente a las luces, estaban usando terciopelo y realmente estaban esculpiendo la luz — ha influenciado a los cineastas durante tanto tiempo. Creo que todo lo que se podría haber dicho a través de ese estilo se ha dicho».
Al optar por una paleta de colores más apagada, los cineastas usaron el trabajo del director de fotografía Michael Ballhaus en las películas de Rainer Fassbinder como puntos de referencia, así como el trabajo del artista modernista Balthus, quien Guadagnino sintió que ha «creado una extraña inquietud y miedo». Las composiciones, el vestuario y el diseño de escenografía fueron diseñados teniendo en cuenta esto, y destacan de manera prominente marrones, negros, azules y verdes.

### Coreografía

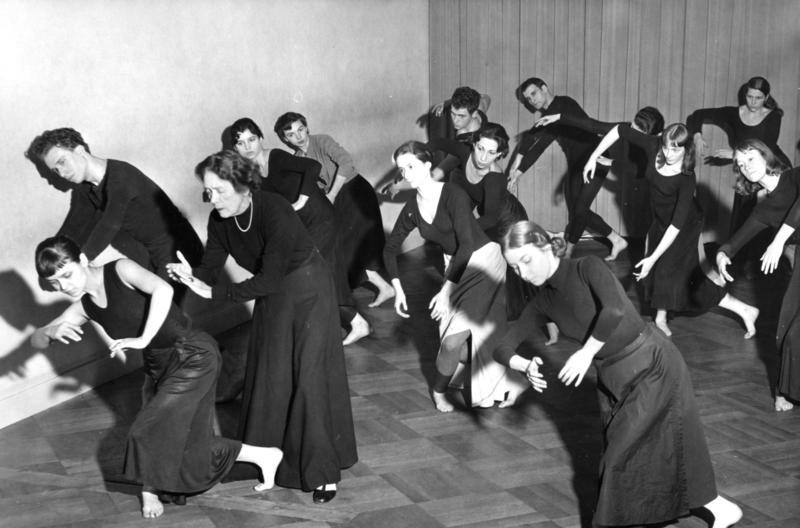
La bailarina expresionista Mary Wigman (fotografiada aquí en 1959, abajo, segunda a la izquierda) sirvió como influencia en las secuencias de baile de la película.

A diferencia de la película original, que aunque estaba ambientada en una academia de ballet presentaba muy poco baile en la pantalla, Suspiria de Guadagnino utiliza la danza como un dispositivo clave de la trama. Congruente con el período en que se desarrolla la película, la danza contemporánea fue una influencia central en el baile en la película. Kajganich comentó que las bailarinas alemanas expresionistas Mary Wigman y Pina Bausch fueron influencias específicas en su conceptualización de las rutinas de baile. Mientras escribía el guion, Kajganich siguió a la coreógrafa y bailarina Sasha Waltz para conocer mejor los aspectos técnicos de la profesión.
Damien Jalet coreografió las elaboradas secuencias de baile en la película. Guadagnino lo contrató después de ver una presentación en vivo de «Les Médusées» en el Louvre. Incidentalmente, Jalet se había inspirado en la película de Argento cuando realizó la coreografía Les Médusées. Jalet posteriormente utilizó Les Médusées como la base de la secuencia de la danza culminante de seis minutos de la película durante el aquelarre. «Queríamos pasar de algo bastante técnico, matemático, con un cierto sentido de elegancia a algo donde el cuerpo se vuelve más salvaje y más y más distorsionado», comentó Jalet. «La escena describió algo muy caótico, pero sentí que necesitábamos crear algo aún muy ritualizado», expresó además. La danza indonesia sirvió como punto de referencia para la secuencia, la cual presenta movimientos que son «entrecortados, con paradas y arranques ásperos y un estilo de brazo que es íntimo —en momentos en que los bailarines se agarran unos a otros— y son muy lineales».
Aparte de Johnson y Goth, todas las actrices en las escenas de baile en pantalla eran bailarinas profesionales. Johnson entrenó extensivamente en el año previo al rodaje para lograr el tipo de cuerpo y la técnica de una bailarina, pasando dos horas cada día entrenando en un estudio de danza en Vancouver mientras filmaba Fifty Shades Freed (2018). Se formó en diversas formas de danza que van desde ballet a la danza contemporánea, ya que su personaje es el de una bailarina sin formación profesional, pero con una amplia capacidad de competencia. Específicamente, estudió el trabajo de Wigman y escuchó a varios artistas musicales de la década de 1970, como The Carpenters, Jefferson Airplane y Nina Simone, los cuales, según ella, le habrían enseñado los movimientos instintivos de su personaje. A principios de otoño de 2016, aproximadamente dos meses antes de que comenzara el rodaje, tanto Johnson como Goth comenzaron a ensayar la coreografía de la película en Varese durante seis a ocho horas por día.
Elena Fokina, quien interpretó a Olga, también es bailarina profesional. La secuencia en la que el cuerpo de su personaje se contorsiona sobrenaturalmente y se arroja alrededor de la sala de ensayo se logró sin la ayuda de CGI, con Fokina realizando las contorsiones ella misma. Las prótesis se utilizaron para lograr sus lesiones físicas, mientras que algunos elementos se eliminaron en la postproducción a través de procesamiento digital.

### Música
El cantante de Radiohead, Thom Yorke, compuso la banda sonora de la cinta, la primera de su carrera. En ella participan la Orquesta y coro contemporáneo de Londres y el hijo de Yorke, Noah, en la batería. Inicialmente rechazó la oferta, pero aceptó después de meses de solicitudes de Guadagnino. Gran parte de la banda sonora se completó antes del rodaje de la película, lo que le dio a Guadagnino la oportunidad de utilizar la música en el set durante el rodaje.
Yorke citó la inspiración de la banda sonora de Blade Runner, de 1982, artistas de musique concrète como Pierre Henry, artistas electrónicos modernos como James Holden, y música del escenario de Berlín en 1977, como el krautrock. Él dijo: «Hay una forma de transmitir en la música que puede hipnotizar. Seguía pensando que es una forma de hacer hechizos. Así que cuando estaba trabajando en mi estudio estaba haciendo hechizos. Sé que suena realmente estúpido, pero así lo pensaba yo». La banda sonora fue lanzada el 26 de octubre de 2018 por XL Records. El 4 de septiembre del mismo año, Yorke lanzó una canción de la banda sonora, «Suspirium», con letras inspiradas en el guion.

## Lanzamiento
En la promoción de la película, se proyectó una escena durante un almuerzo en la CinemaCon 2018 en Las Vegas, Nevada, en abril de 2018. Se informó que las imágenes eran tan intensas que «traumatizaron» a los presentes. La escena presentada fue aquella en la que Olga se contorsiona y destroza a través de movimientos realizados durante la danza de improvisación de Susie. Peter Sciretta, de SlashFilm, describió la escena como «muy espantosa y difícil de ver. Esta película hará que la mayoría de la gente se sienta incómoda».
Suspiria celebró su estreno mundial en el 75.º Festival Internacional de Cine de Venecia el 1 de septiembre de 2018. Tuvo un lanzamiento limitado en Los Ángeles y Nueva York el 26 de octubre de 2018. Guadagnino realizó una sesión exclusiva de preguntas y respuestas durante el primer fin de semana de la película en Los Ángeles. Las proyecciones limitadas a partir de la noche de Halloween estuvieron programadas para varias ciudades de Estados Unidos, incluyendo Dallas, Denver, Portland, San Francisco, Seattle, Springfield, Misuri, y Tempe, Arizona. La película se estrenó en Estados Unidos el 2 de noviembre de 2018. Luego, fue lanzada en Reino Unido por Mubi el 16 de noviembre de 2018.

## Recepción

### Taquilla
Suspiria recaudó un total de $179.806 dólares durante su primer fin de semana de estreno en el ArcLight Hollywood y Regal Union Square en Los Ángeles y Nueva York, respectivamente. Esto marcó un promedio de $89.903 dólares por pantalla, el lanzamiento de taquilla con promedio de pantalla más alto del año hasta ese momento. Tras su expansión la semana siguiente, la película recaudó $964.722 dólares entre el 2 de noviembre y el 4 de noviembre, ocupando el número 19 en la taquilla de Estados Unidos. A partir del 28 de febrero de 2019, la película había recaudado $4.704.104 dólares a nivel internacional, y $2.483.472 dólares en Estados Unidos, obteniendo un total mundial de $7.505.252 dólares.

### Críticas
Las críticas a Suspiria fueron notablemente polarizadas desde su lanzamiento. Peter Travers, de Rolling Stone, hizo hincapié en que «polarizada» sirvió como «una palabra demasiado delicada» para describir las reacciones a la película. En Rotten Tomatoes, la película posee un índice de aprobación de 65% basado en 151 reseñas, con una calificación promedio de 7/10. El consenso crítico del sitio dice: «Suspiria ataca temas embriagadores con un vigoroso brillo, ofreciendo una experiencia visual que es audazmente conflictiva —y definitivamente no es para todos—». En Metacritic, la película tiene un puntaje promedio ponderado de 65 sobre 100, basado en 46 reseñas, que indica «críticas generalmente favorables».

### Demanda
El 27 de septiembre de 2018, se informó que el distribuidor estadounidense de la película, Amazon Studios, estaba siendo demandado por infracción de derechos de autor por el patrimonio de la artista Ana Mendieta. La demanda, presentada en un tribunal federal en Seattle, alegó que dos imágenes presentes en el teaser tráiler de la película fueron plagiadas del trabajo de Mendieta. La primera es una imagen de las manos de una mujer atada con una cuerda en una mesa blanca, supuestamente derivada de Untitled (Rape Scene), y la otra es la silueta roja de un cuerpo impreso en una sábana, que se afirma que está derivada de un trabajo titulado Silueta. Una carta de cese y desistimiento se había entregado previamente a Amazon en julio sobre las imágenes, y no se incluyeron en el posterior tráiler oficial publicado el mes siguiente. Según la demanda, ambas imágenes habían sido eliminadas de la película, pero otras ocho escenas tenían supuestamente notables similitudes con otras obras de Mendieta. El 24 de octubre de 2018, dos días antes del lanzamiento de la película en Estados Unidos, se informó que Amazon Studios y la propiedad de Mendieta habían alcanzado un acuerdo no revelado.

## Reconocimientos
| Lista de premios y nominaciones                | Lista de premios y nominaciones | Lista de premios y nominaciones                | Lista de premios y nominaciones | Lista de premios y nominaciones | Lista de premios y nominaciones |
| Organización                                   | Fecha de ceremonia              | Categoría                                      | Nominado/a (s) | Resultado                       | Ref(s)                          |
| ---------------------------------------------- | ------------------------------- | ---------------------------------------------- | --- | ------------------------------- | ------------------------------- |
| Festival Internacional de Cine de Venecia      | 8 de septiembre de 2018         | León de Oro                                    | Luca Guadagnino | Nominada                        | [ 37 ]                          |
| Festival Internacional de Cine de Venecia      | 8 de septiembre de 2018         | Queer Lion                                     | Luca Guadagnino | Nominada                        | [ 112 ]                         |
| Festival Internacional de Cine de Venecia      | 8 de septiembre de 2018         | Premio Soundtrack Stars for Best Original Song | «Suspirium» de Thom Yorke | Ganadora                        | [ 113 ]                         |
| Festival Internacional de Cine de Venecia      | 8 de septiembre de 2018         | La Pellicola d'Oro Award for Special Effects   | Franco Ragusa | Ganador                         | [ 113 ]                         |
| Independent Spirit Awards                      | 23 de febrero de 2019           | Robert Altman Award                            | Luca Guadagnino, Avy Kaufman, Stella Savino, Małgosia Bela, Ingrid Caven, Lutz Ebersdorf, Elena Fokina, Mia Goth, Jessica Harper, Dakota Johnson, Gala Moody, Chloë Grace Moretz, Renée Soutendijk, Tilda Swinton, Sylvie Testud & Angela Winkler | Ganadores                       | [ 114 ]                         |
| Independent Spirit Awards                      | 23 de febrero de 2019           | Mejor cinematografía                           | Sayombhu Mukdeeprom | Ganador                         | [ 115 ]                         |
| Washington D. C. Area Film Critics Association | 3 de diciembre de 2018          | Mejor canción original                         | Thom Yorke | Nominado                        | [ 116 ]                         |
| Chicago Film Critics Association               | 8 de diciembre de 2018          | Mejor canción original                         | Thom Yorke | Nominado                        | [ 117 ]                         |
| Los Angeles Online Film Critics Society        | 7 de diciembre de 2018          | Mejor película de horror/ciencia ficción       | Suspiria | Nominado                        | [ 118 ]                         |
| Indiana Film Journalists Association           | 17 de diciembre de 2018         | Mejor película                                 | Suspiria | Finalista                       | [ 119 ]                         |
| Indiana Film Journalists Association           | 17 de diciembre de 2018         | Mejor guion adaptado                           | David Kajganich | Finalista                       | [ 119 ]                         |
| Indiana Film Journalists Association           | 17 de diciembre de 2018         | Mejor director                                 | Luca Guadagnino | Finalista                       | [ 119 ]                         |
| Indiana Film Journalists Association           | 17 de diciembre de 2018         | Mejor actriz                                   | Dakota Johnson | Finalista                       | [ 119 ]                         |
| Indiana Film Journalists Association           | 17 de diciembre de 2018         | Mejor actriz de reparto                        | Tilda Swinton | Finalista                       | [ 119 ]                         |
| Indiana Film Journalists Association           | 17 de diciembre de 2018         | Mejor banda sonora                             | Thom Yorke | Ganador                         | [ 120 ]                         |
| Philadelphia Film Critics Circle               | 9 de diciembre de 2018          | Mejor canción/Soundtrack                       | Thom Yorke | Ganador                         | [ 121 ]                         |
| New Mexico Film Critics Association            | 9 de diciembre de 2018          | Mejor canción original                         | "Suspirium" de Thom Yorke | Ganador                         | [ 122 ]                         |
| Seattle Film Critics Society                   | 17 de diciembre de 2018         | Mejor diseño de vestuario                      | Giulia Piersanti | Nominado                        | [ 123 ]                         |
| Seattle Film Critics Society                   | 17 de diciembre de 2018         | Mejor película                                 | Suspiria | Nominado                        | [ 123 ]                         |
| Critics' Choice Movie Awards                   | 13 de enero de 2019             | Mejor ciencia ficción/horror                   | Suspiria | Nominado                        | [ 124 ]                         |
| Critics' Choice Movie Awards                   | 13 de enero de 2019             | Mejor estilismo y maquillaje                   | Suspiria | Nominado                        | [ 124 ]                         |
| Phoenix Critics Circle Awards                  | 15 de diciembre de 2018         | Mejor filme de horror                          | Suspiria | Nominado                        | [ 125 ]                         |
| Phoenix Critics Circle Awards                  | 15 de diciembre de 2018         | Best Score                                     | Thom Yorke | Nominado                        | [ 125 ]                         |
| Las Vegas Film Critics Society Awards          | 14 de diciembre de 2018         | Best Score                                     | Thom Yorke | Ganador                         | [ 126 ]                         |
| Houston Film Critics Society                   | 3 de enero de 2018              | Best Score                                     | Thom Yorke | Nominado                        | [ 127 ]                         |
| Houston Film Critics Society                   | 3 de enero de 2018              | Mejor afiche                                   | Suspiria | Nominado                        | [ 127 ]                         |
| Music City Film Critics Association Awards     | 10 de enero de 2019             | Mejor filme de horror                          | Suspiria | Nominado                        | [ 128 ]                         |
| Austin Film Critics Association Awards         | 7 de enero de 2019              | Mejor película                                 | Suspiria | Nominado                        | [ 129 ]                         |
| Austin Film Critics Association Awards         | 7 de enero de 2019              | Mejor banda sonora                             | Thom Yorke | Nominado                        | [ 129 ]                         |
| Fright Meter Awards                            | 20 de diciembre de 2018         | Mejor cinematografía                           | Sayombhu Mukdeeprom | Segundo lugar                   | [ 130 ]                         |
| Fright Meter Awards                            | 20 de diciembre de 2018         | Mejor diseño de vestuario                      | Giulia Piersanti | Nominada                        | [ 130 ]                         |
| Fright Meter Awards                            | 20 de diciembre de 2018         | Mejor director                                 | Luca Guadagnino | Nominado                        | [ 130 ]                         |
| Fright Meter Awards                            | 20 de diciembre de 2018         | Mejor maquillaje                               | Suspiria | Ganador                         | [ 130 ]                         |
| Fright Meter Awards                            | 20 de diciembre de 2018         | Mejor guion                                    | David Kajganich | Nominado                        | [ 130 ]                         |
| Fright Meter Awards                            | 20 de diciembre de 2018         | Mejor actriz de reparto                        | Tilda Swinton | Ganadora                        | [ 130 ]                         |
| Capri Hollywood International Film Festival    | 2 de enero de 2019              | Productor del año                              | Bradley J. Fischer (por Suspiria y otras películas) | Ganador                         | [ 131 ]                         |
| Online Film Critics Society Awards             | 2 de enero de 2019              | Mejor soundtrack                               | Thom Yorke | Nominado                        | [ 132 ]                         |
| Dorian Awards                                  | 8 de enero de 2019              | Campy Flick of the Year                        | Suspiria | Nominado                        | [ 133 ]                         |
| Awards Circuit Community Awards                | 10 de enero de 2019             | Mejor maquillaje y estilismo                   | Mark Coulier, Fernanda Perez & Manola Garcia | Nominados                       | [ 134 ]                         |
| Georgia Film Critics Association               | 12 de enero de 2019             | Mejor canción original                         | "Suspirium" de Thom Yorke | Nominado                        | [ 135 ]                         |
| London Critics Circle Film Awards              | 20 de enero de 2019             | Logro técnico del año                          | Thom Yorke (música) | Nominado                        | [ 136 ]                         |
| Chicago Indie Critics                          | 2 de febrero de 2019            | Mejor diseño de vestuario y maquillaje         | Giulia Piersanti (vestuario), Fernanda Perez (maqullaje) | Nominadas                       | [ 137 ]                         |
| International Cinephile Society Awards         | 3 de febrero de 2019            | Mejor película                                 | Suspiria | Nominada                        | [ 138 ]                         |
| Fangoria Awards                                | 25 de febrero de 2019           | Mejor película de lanzamiento limitado         | Suspiria | Nominada                        | [ 139 ]                         |
| Fangoria Awards                                | 25 de febrero de 2019           | Mejor actriz de reparto                        | Tilda Swinton | Ganadora                        | [ 139 ]                         |
| Fangoria Awards                                | 25 de febrero de 2019           | Mejor canción                                  | Thom Yorke | Nominado                        | [ 139 ]                         |
| Fangoria Awards                                | 25 de febrero de 2019           | Mejor maquillaje FX                            | Mark Couiler | Ganador                         | [ 139 ]                         |
| Grammy Awards                                  | 26 de enero de 2020             | Mejor composición para medios visuales         | "Suspirium" de Thom Yorke | Nominada                        | [ 140 ]                         |

## Posible secuela
En una entrevista con Deadline, Guadagnino reveló que el título original de la película era Suspiria: Part One, que se modificó para no reflejar algo que no podría considerarse una obra independiente. Sin embargo, admitió su interés en explorar más a fondo los orígenes de los personajes de Madame Blanc y Helena Markos, y también el futuro de Susie Bannion – siempre que la película fuera un éxito en la taquilla. Guadagnino expresó interés en hacer una precuela sobre Markos, diciendo: «Tengo esta imagen en la mente de Helena Markos en soledad en el año 1212 en Escocia o en España. Deambulando por un pueblo y tratando de encontrar una manera de cómo ella puede manipular a las mujeres. Tengo esta imagen. Sé que ella estuvo allí, sé que pasaron de seiscientos a setecientos años antes de la historia real de esta película».